# Сан Себастијано (Кунео)
Сан Себастијано је насеље у Италији у округу Кунео, региону Пијемонт.
Према процени из 2011. у насељу је живело 286 становника. Насеље се налази на надморској висини од 383 м.